# Cueva de Guahedum
La Cueva de Guahedum, conocida también como Cueva de Guadejume por los pastores, así como Cueva del Conde o Cueva de Iballa, es una cueva situada en la isla canaria de La Gomera —España— dentro de lo que fue el bando aborigen de Hipalán.
En esta zona se localizan numerosas cuevas de enterramiento y habitación.
La cueva siguió siendo reutilizada por los pastores descendientes de los antiguos gomeros tras la conquista de la isla, siendo construida la pared que tapia la entrada en la década de 1940.
Cada 25 de noviembre se adorna la cueva con hojas de palma, para conmemorar los hechos de 1488, durante la rebelión de los gomeros, que aparece recreada en la memoria popular por las Coplas de Hupalupo.
En esta cueva los gomeros apresaron al despótico señor castellano Hernán Peraza el Joven para juzgarlo y posteriormente ejecutarlo.